# 長岡正芳
長岡 正芳（ながおか まさよし、1966年 - ）は、日本の建築家。兵庫県姫路市、東京都品川区に事務所を構える。

## 略歴
- 1966年 兵庫県生まれ
- 1989年 福山大学工学部建築学科卒業
- 1989年 - 2000年 高松伸建築設計事務所勤務
- 2000年 長岡正芳建築設計事務所開設
- 2004年 株式会社長岡正芳建築都市研究所：法人化　代表取締役に就任
- 2005年 東京アトリエを開設
- 2012年 株式会社MNAアトリエ：改名　代表取締役に就任
- 2002年 福山大学非常勤講師
- 2016年 福山大学客員教授、現在に至

## 主な作品
- 2001年 オネストビル
- 2003年 マルハン北九州店、和歌山湊店ほか
- 2004年 まつびしビル
- 2005年 ピアレ
- 2006年 テクニカルワーク工場
- 2007年 岡村電産赤坂ショールーム
- 2008年 L-向ヶ丘マンション
- 2009年 L-上大岡マンション
- 2010年 k-house
- 2012年 ingコーポレーション

## 主な受賞
- 1988年 福山駅前まちづくりコンペ金賞
- 1989年 尾道まちつくりコンペ最優秀賞
- 2005年 芦原義信賞奨励賞
- 2006年 姫路市都市景観賞

## 展覧会
- 2004年 福山ゆかりの現代建築家展：福山
- 2006年 建築家が描いたドローイング展：東京
- 2010年 「コンテクストの解釈」長岡正芳建築展：福山、尾道

## 出版
- 現代日本の建築 vol.2
- 現代日本の室内空間 vol.1